# Ptolemaios XII. Neos Dionýsos
Ptolemy XII Neos Dionysus Philopator Philadelphus (Πτολεμαῖος Νέος Διόνυσος Φιλοπάτωρ Φιλάδελφος,) byl faraonem Egypta, který vládl v letech 80–58 a s přestávkou 55–51 př. n. l. Na trůn nastoupil po smrti svého otce Ptolemaios IX. Sótér II. jako nejstarší syn. Jeho matka je nejistá, uvádí se jedna z konkubín, ale žádný ověřený údaj není k dispozici. Jeho první manželkou byla Kleopatra V., což byla jeho sestra nebo sestřenice, se kterou měl dceru Bereniku IV. a uvádí se také Kleopatra VII. Další děti měl se neznámými matkami.

## Vláda

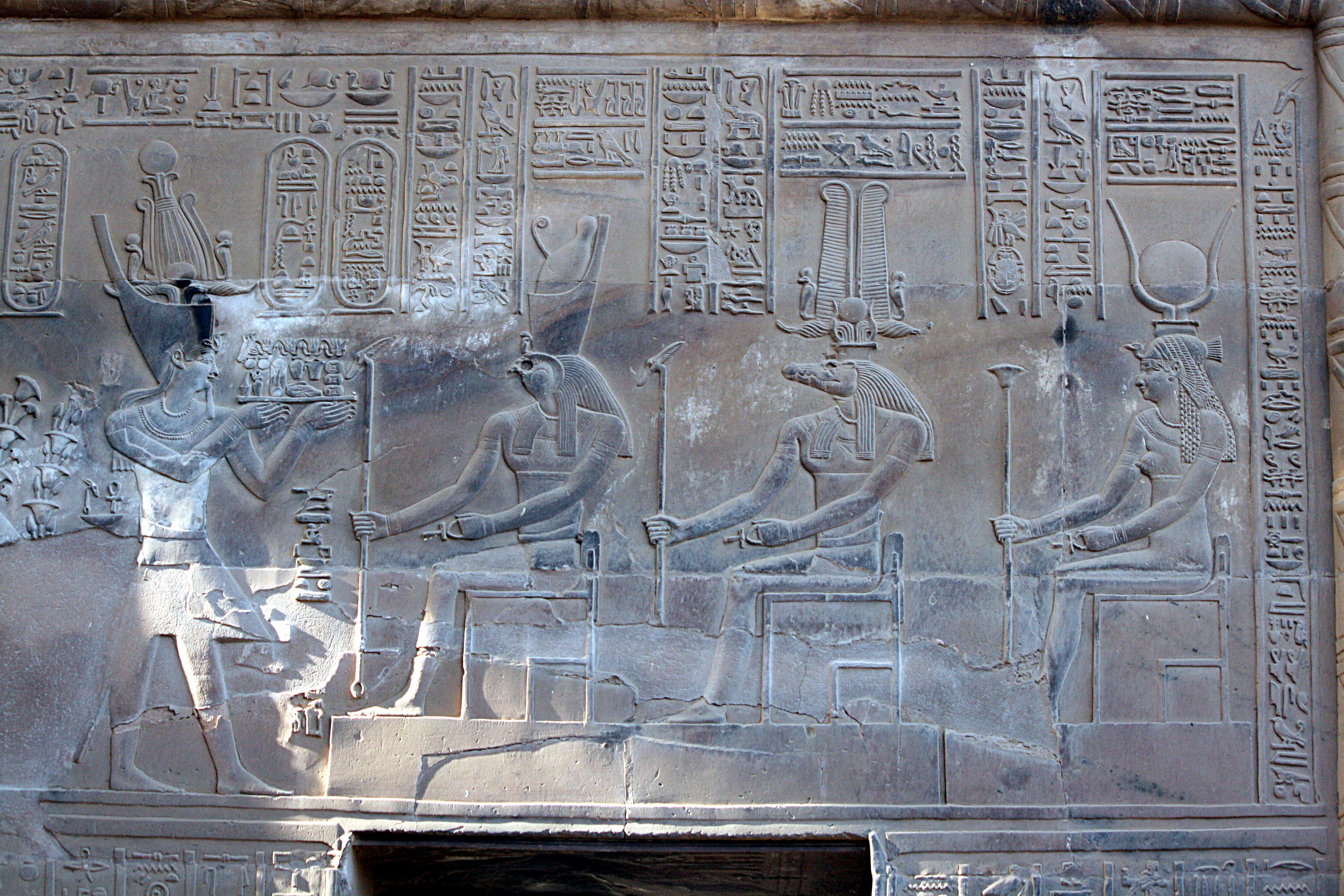
Ptolelmaios XII., před Amonem, krokodýlím bohem Sobkem a Hathor; chrám Kom Ombo

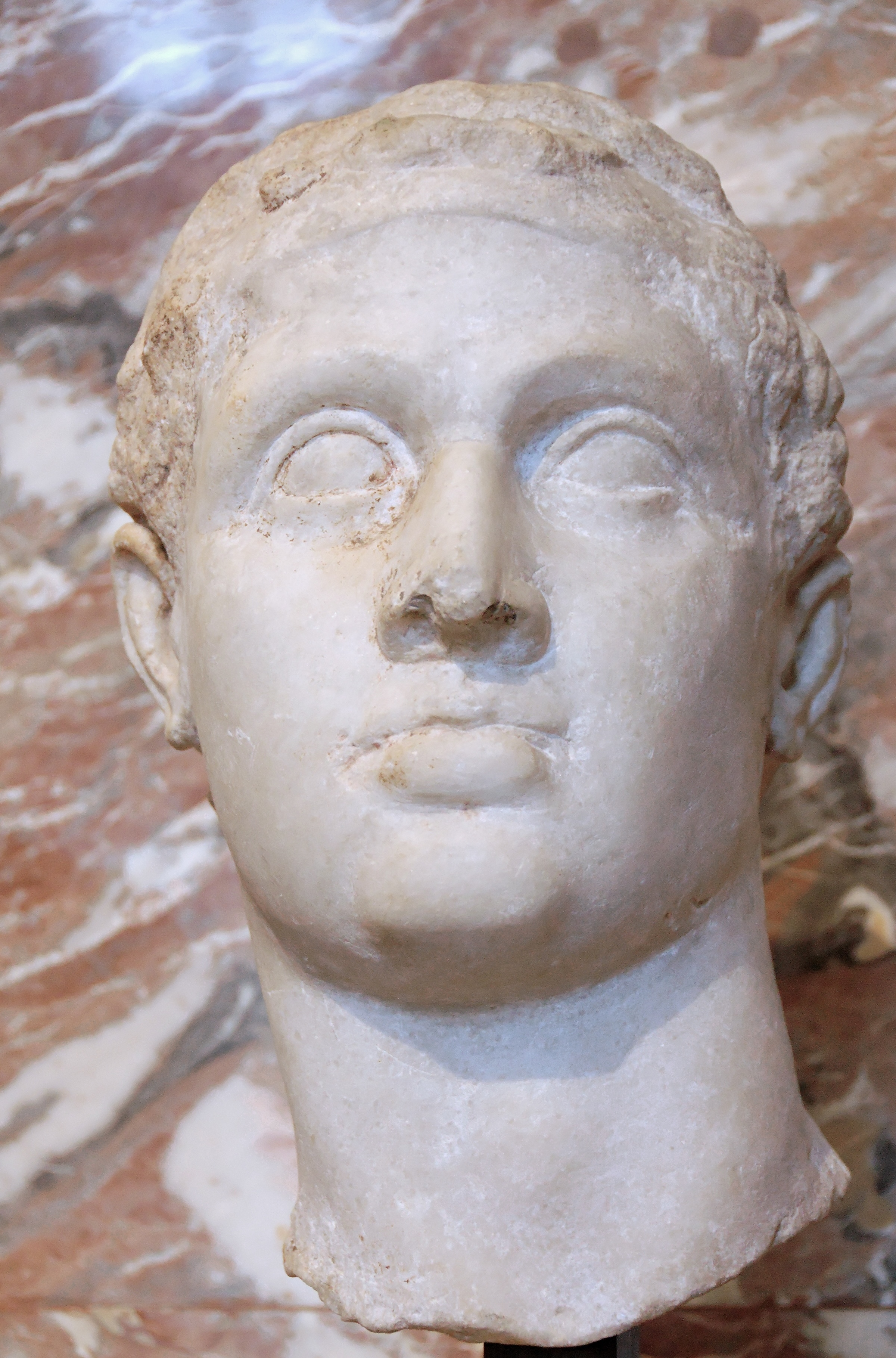
Ptolemaios XII. Neos Dionýsos

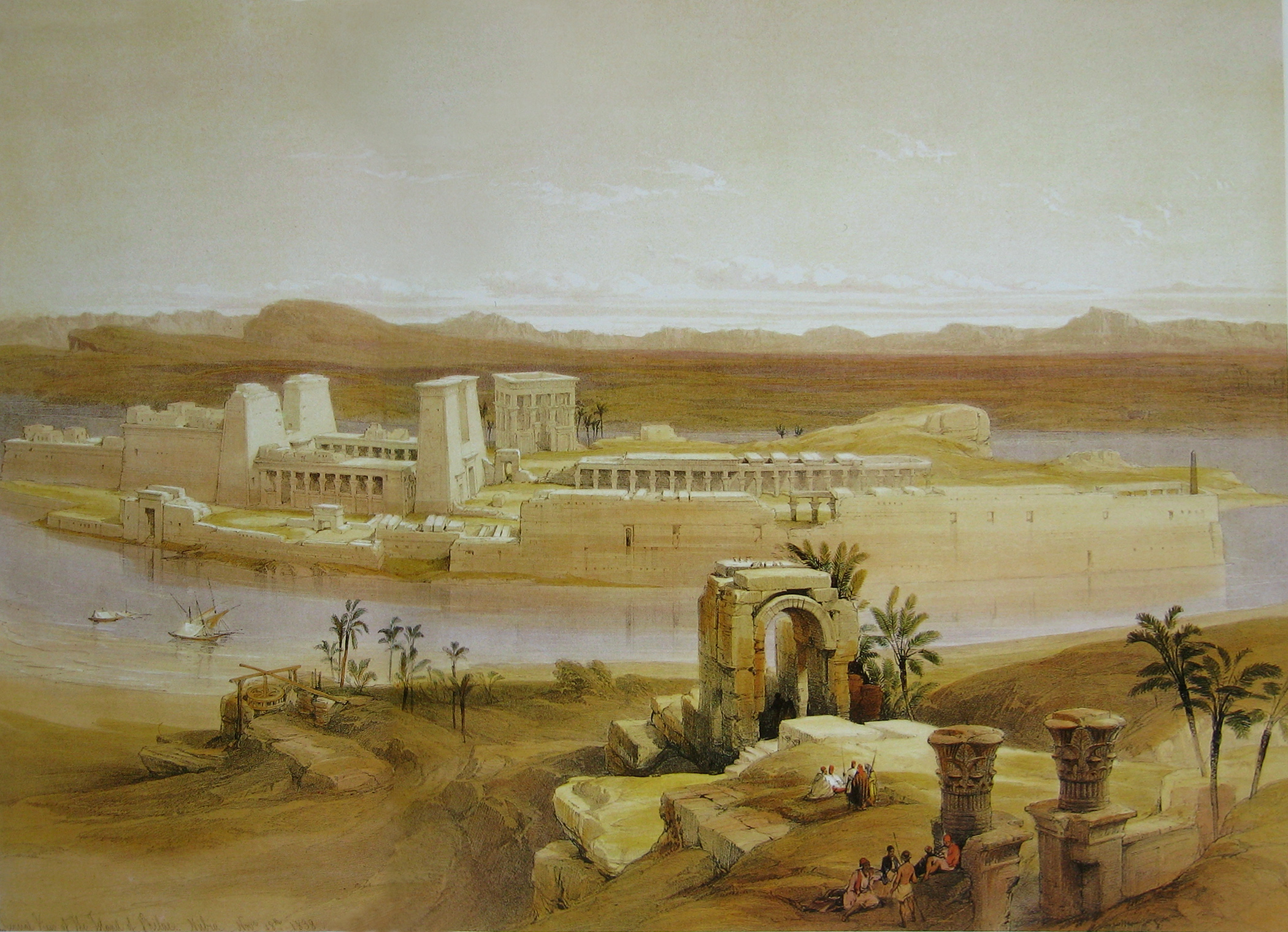
Rujny Trajánova stánku na ostrově Bigga, v pozadí chám v Philae

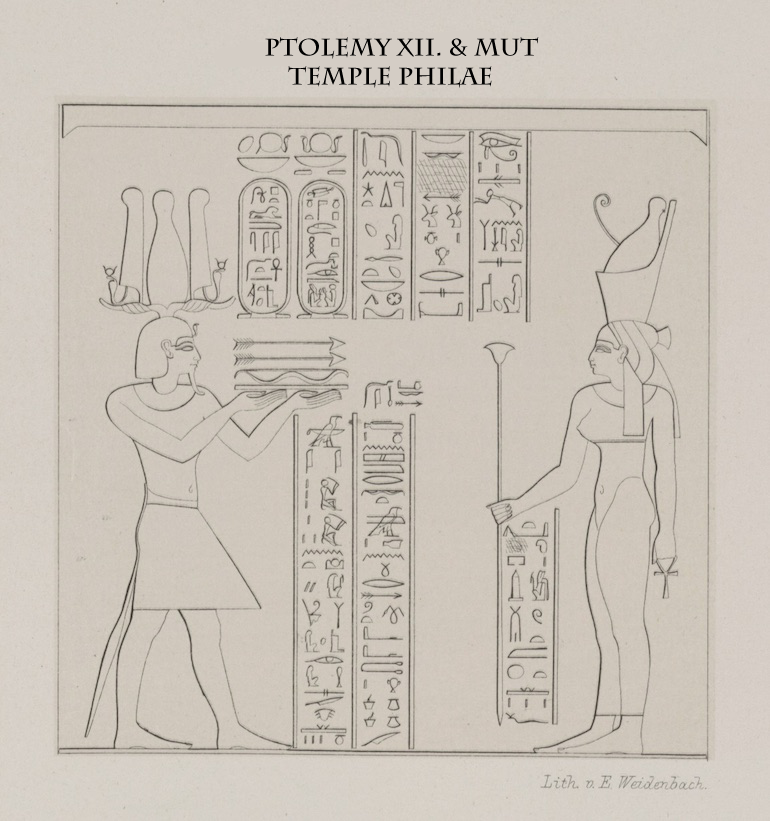
Ptolemaios XII. Neos Dionýsos před bohyní Mut; palác Philae

Neurovnané poměry v Egyptě a slabá vláda ve značné míře již ovlivňována Římem, a to zejména v období nástupu Ptolemaie XII. byl závislý na podpoře římských senátorů. Poté, co Lucius Cornelius Sulla abdikoval (79 př. n. l.), soupeřící senátoři byli zpočátku příliš zaujatí sami sebou, než aby se zabývali egyptskými záležitostmi. Ale zda po upevnění mocenských poměrů by vláda Ptolemaia XII. vyhovovala římským zájmům, se nedalo předvídat. Nicméně snad kvůli domácímu odporu došlo ke korunovaci Ptolemaia XII. podle egyptského ritu teprve 76 př. n. l. v Memphis, Psenptahem III., který byl synem velekněze Petobastis III., kterého kdysi ještě jmenoval Ptolemaios X. Alexander I., jak dokládá text na Herrisově stéle. Psenptais III. pak navštívil krále po jeho korunovaci v Alexandrii a byl zde jmenován „prorokem faraóna“, a Ptolemaios XII. s ním udržoval úzký kontakt.

Tato oficiální intronizace byla pro Ptolemaia XII. velmi důležitá, protože již v roce 75 př. n. l. Kleopatra Seléné II. vznesla nárok na Egypt pro své dva syny. Poslala Antiocha XIII. a jeho bratra do Říma. Ti zde ale nedostali žádnou podporu světové velmoci a museli odejít, aniž by něčeho dosáhli. Ve stejném roce se římský Senát zmocnil Kyrenaiky, která dlouho patřila Ptolemaiově říši a učinil z ní římskou provincii.

Ptolemaios XII. Neos Dionýsos nebyl dobrým panovníkem. Většina Ptolemaiovců žila rozmařile a správě státu se věnovala jen málo. Je zřejmé, že Ptolemaios XII. Neos Dionýsos neměl žádné státnické vlohy, správu státu nahrazovali nomarchové a hospodářsky prosperující chrámy. Ptolemaios XII. ovšem podporoval kulturu a umění, sám hrál na flétnu – odtud jeho přízvisko Pištec (Aulétés). Během své vlády začal uplatňovat prořímskou politiku. Jeho postavení v Egyptě bylo natolik vratké, že nakonec vládl už pouze díky podpoře Říma. Za spojenectví odevzdal Římu výpalné v hodnotě 6 tisíc talentů. (talent = 26 kg stříbra).

V letech 58–55 př. n. l. byl Ptolemaios XII. Neos Dionýsos nucen uprchnout do Říma, pravděpodobně v doprovodu své mladší dcery pozdější Kleopatry VII. Vládu převzala jeho nejstarší dcera Bereniké IV. Nicméně Ptolemaios XII. usiloval o podporu Říma pro svůj návrat. Řím nakonec začal zvažovat vojenskou intervenci. Proti tomu se v Egyptě zvedla vlna odporu. Egypt z Alexandrie vyslal do Říma protestní deputaci. Ptolemaiovi se ale podařilo většinu jejích účastníků otrávit ještě před příjezdem do Říma. Nakonec zaplatil 10 tisíc talentů generálovi Aulu Gabiniovi za vojenské tažení do Egypta. V roce 55 př. n. l. opět Ptolemaios XII převzal zpět vládu do svých rukou. Svou dceru Bereniké nechal popravit a jeho spoluvládkyní se stala Kleopatra VII. Gabiniovy jednotky zůstaly v Alexandrii, aby zajistili jednak setrvání tvárného, Římu oddaného panovníka na trůnu a jednak upevnili moc Říma v Egyptě. Jeho dcera Kleopatra VII pak vazalské vazby na Řím svým vztahem s Juliem Caserem dovršila, byla poslední egyptskou královnou.
Neos Dionýsos zemřel na začátku léta 51 př. n. l. ve věku ~44 let.

## Monumenty
Krypty velkého chrámu v Denderahu, který Lathyrus Soter II. a Alexandr I. nedokončili, nechal dostavět Auletes, postavil oltář v Coptosu pro Isis a Heh; uvedl své jméno více než jednou na chrámy v Karnaku ; zřídil bronzem svázané brány u velkého pylonu v Edfu; zvětšil Philometorův chrám v Kom-Ombo; a dal své jméno na starší stavby ve Philae a Biggeh; vlastně větší část jeho činnosti v těchto chrámech se omezovala jen na povrchové práce a ozdoby starších staveb. Zdálo by se, že toužil po uznání stavitele chrámů, aniž by vynaložil nějaké značné náklady.

## Epilog
Dojem slabého vládce, který zradil své království Římanům a dohnal ho k ekonomické krachu, jak ho popisuje geograf Strabón, který žil za vlády Augusta mezi rokem 64–26 př. n. l. a strávil dlouhá období v Alexandrii, to zřetelně dokládá:

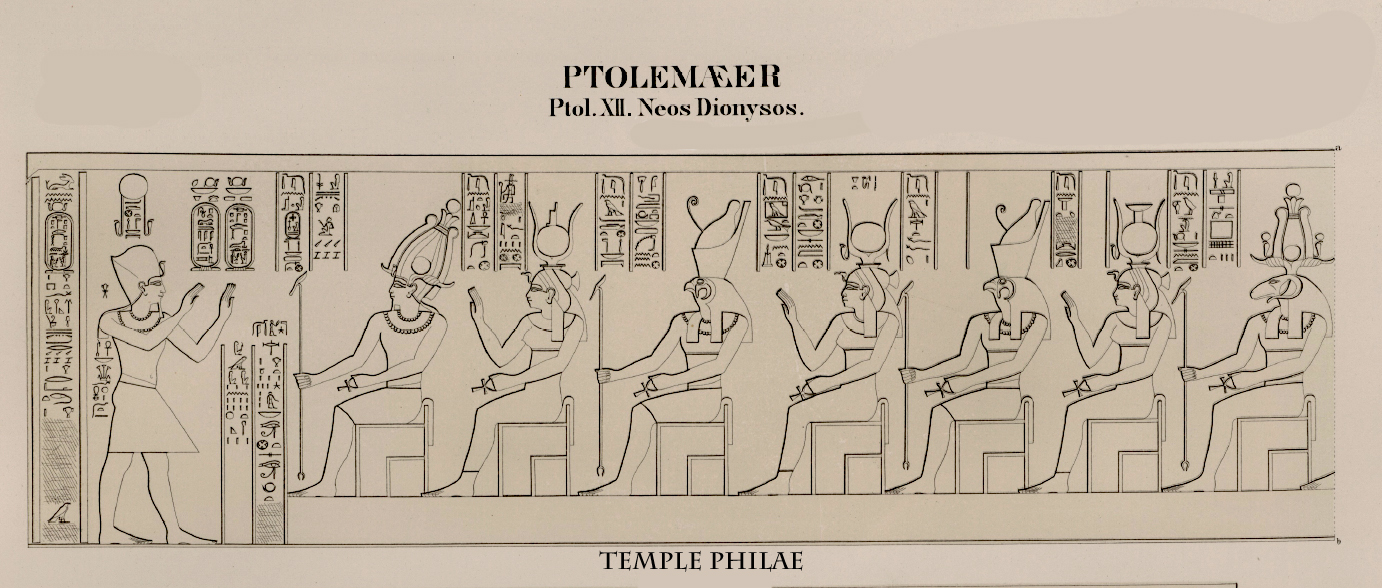
Ptolemaios XII. před egyptskými bohy; zleva: Amon, Isis, Horus, Hathor, Nephtys, Chnum; reliéf z paláce v Philae

| „ | Je pravda, že všichni Ptolemaiovci, kteří vládli po Ptolemaios III. Euergetésovi, zkaženém přepychem, neschopní , ale nejhorší ze všech byli IV., VII. a poslední XII, Neos Dionýsos Auletes, (Flétnista), který kromě svých dalších excesů hrál také na flétnu jako doprovod tanců a sám na to byl tak pyšný, že neváhal uspořádat v paláci soutěže, ve kterých sám vystupoval, aby se poměřil se svými protivníky. Je pravda, že ho Alexandrijci proto vyhnali | “ |
| — | |   |

Obecně popisy osobnosti Ptolemaia XII. vykreslují jako slabého a shovívavého, opilého nebo milovníka hudby. Je ovšem příznačné, že etnická nevraživost mezi rodilými Egypťany a bohatou vrstvou Řeků, převážně soustředných v oblasti Alexandrie a úrodné delty, plodila časté lokální vzpoury, ale také vlastní nespokojenost bohatých řeckých rodů s vládou neschopných Ptolemaiovců a jejich rozvětvené příbuzenské vztahy s mocenskými ambicemi, často překročily pro obyvatele jisté meze, a vládce vyhnali, nicméně na celkové situaci kolapsu Egypta se poměry nepodařilo urovnat a vládu v Egyptě nakonec ovládl Řím a přičlenil jej jako svou provincii, pravidelně odvádějící povinný tribut.